# Giovanni Spiniello
Giovanni Spiniello (Grottolella, 5 marzo 1944) è uno scultore, pittore, incisore, illustratore e ceramista italiano.

## Attività

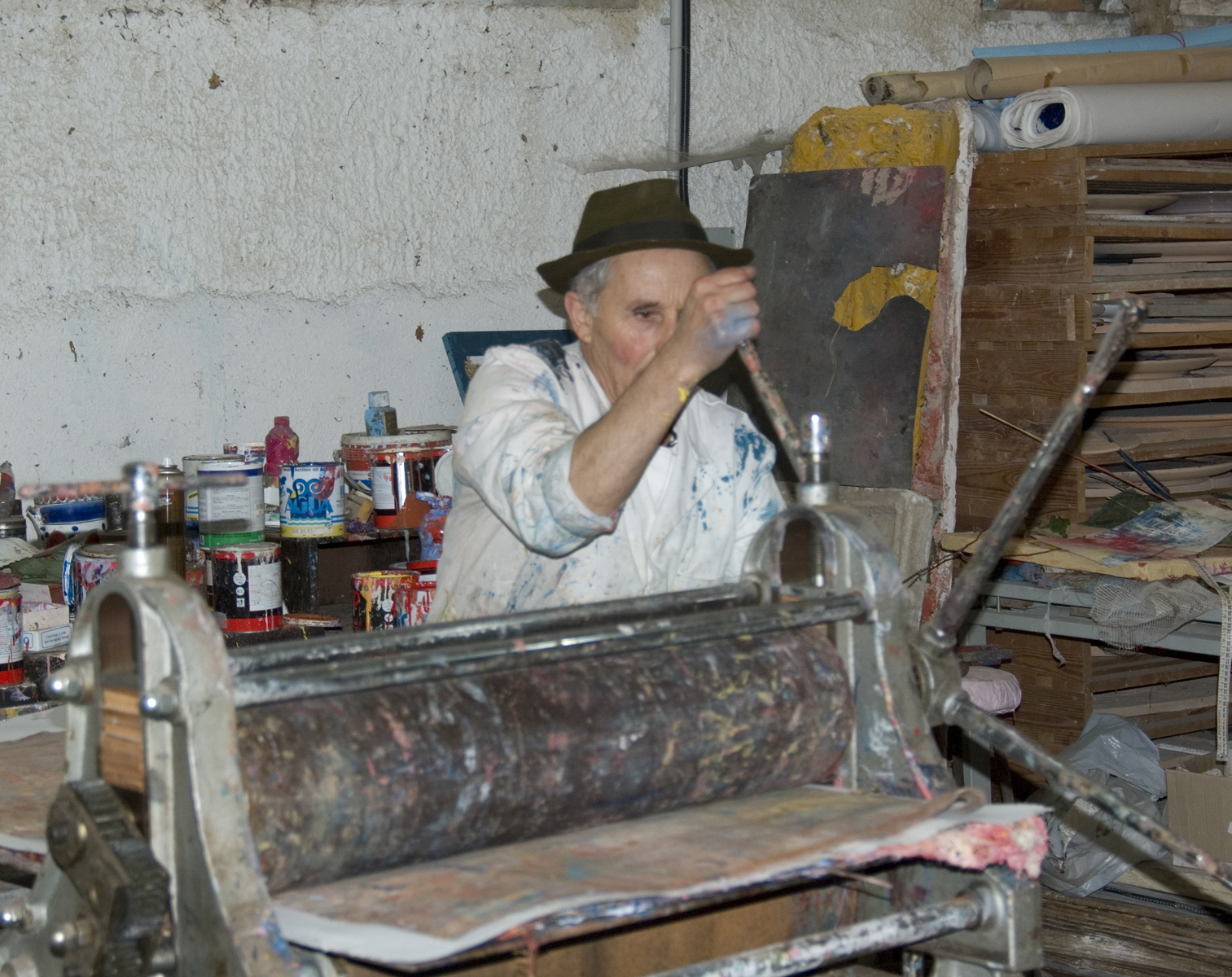
Artista mentre realizza al torchio le sue fossilizzazioni oggettuali. Tecnica recensita da Enrico Crispolti su Catalogo Bolaffi nel 1978 come "Cartoggettografie multicolorate".

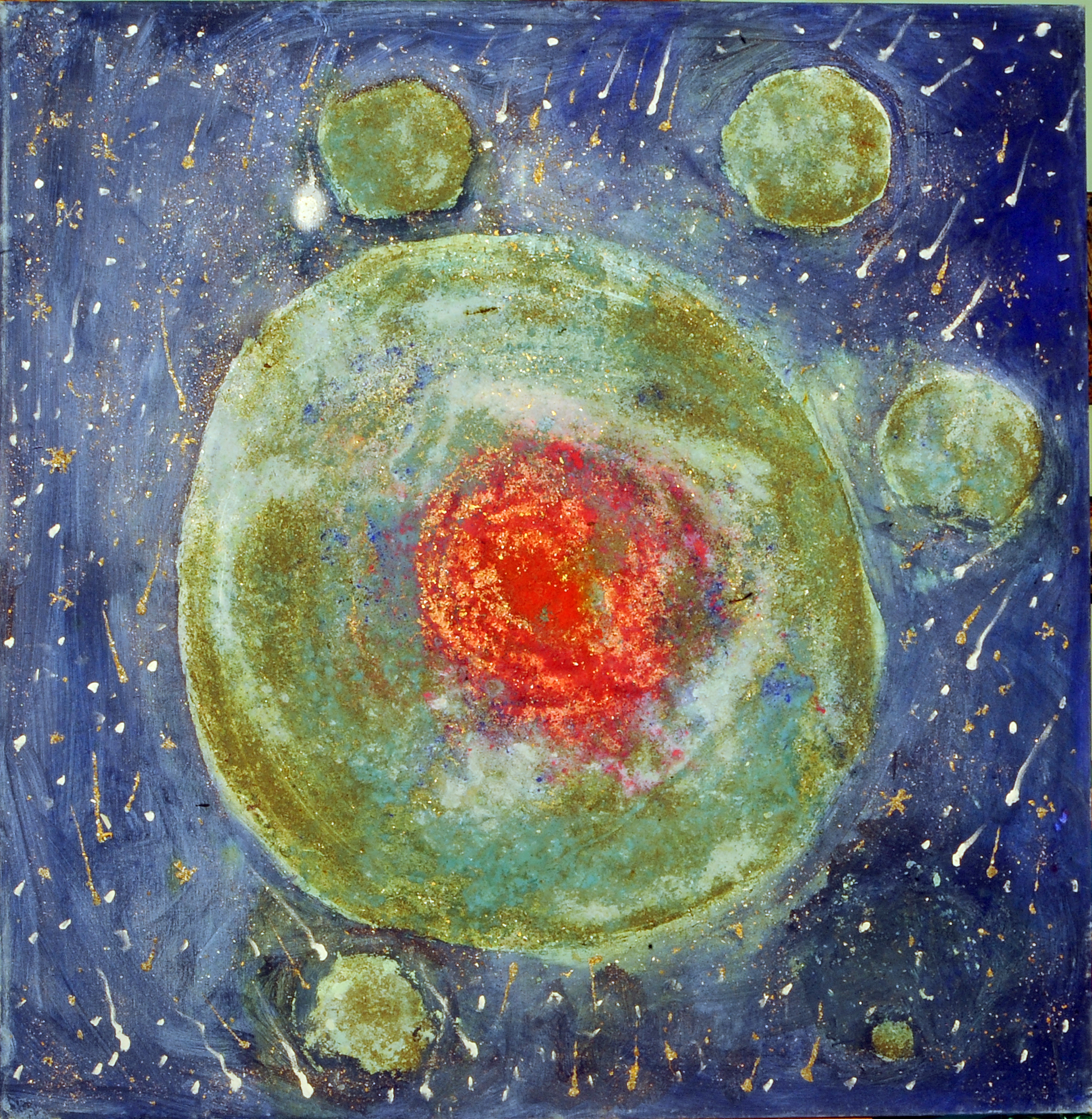
La terra è stanca. Il ciclo più recente dell'artista Matera.

Ha partecipato alla Biennale di Venezia (per l'incisione) nel 1968, e alla Quadriennale di Roma nel 1975. Nel 1986 è stata inaugurata presso lo Stadio Partenio la sua sculturaHeysel '85, per non dimenticare, in occasione della partita Italia-Germania.
Nel 2004 ha partecipato alla trasmissione Geo & Geo, in onda su RAI3 (23 dicembre), e sua l'iniziativa di arte ambientale L'Albero Vagabondo partita nel 2009, che ha fatto tappa, tra l'altro al Festival Internazionale del Cinema Giffoni (l'"albero" è una scultura di quattro metri, composta di rifiuti e materiali di scarto, poi implementato come progetto dall'Associazione che porta il nome dell'artista e portato avanti dal 2013 dall'Associazione L'Albero Vagabondo come iniziativa ambientale itinerante che tramite favole e disegni dei bambini ha segnalato i rifiuti in montagna e nei boschi).
Artista sperimentale, intorno agli anni sessanta idea la fossilizzazione oggettuale, cioè il tentativo di accogliere memorie oggettuali molteplici nel l'opera d'arte, portando l'arte nel sociale, dagli anni novanta nell'analisi delle tradizioni contadine e dei miti. Il suo ultimo Ciclo "La terra è stanca" lo vede negli ultimi anni a Milano, Matera 2019, Abbazia del Goleto, Casino del Principe di Avellino.

## Opere pubbliche
- Comune di Grottolella (Il percorso dell'amore, plastoggettografia, bronzo).
- Comune di Volturara Irpina (La forza per volare alto, plastoggettografia in cemento armato).
- Comune di Avellino, Stadio Partenio (Heysel '85, Per non dimenticare, plastoggettografia in cemento armato).

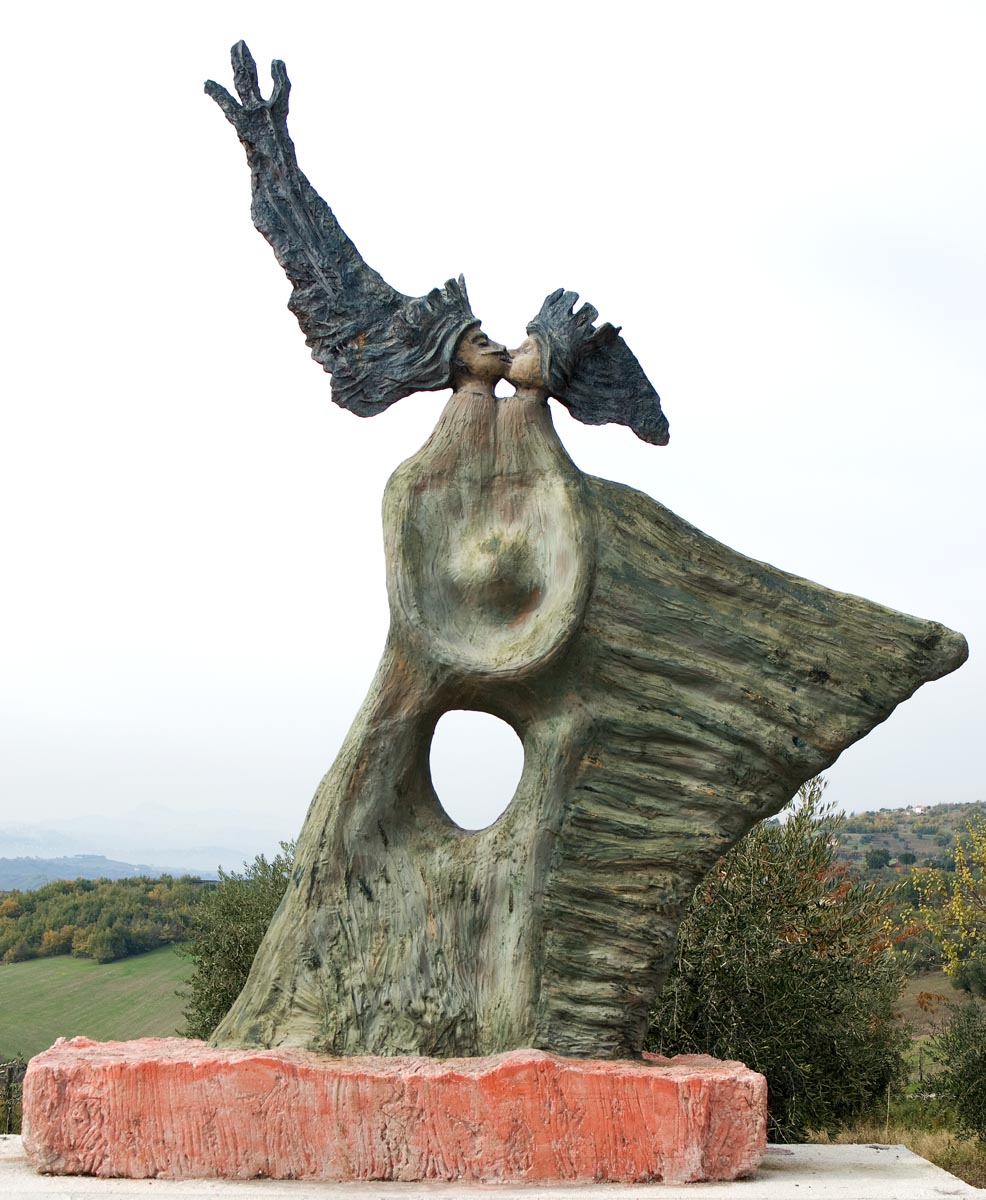
La Terra di Mezzo. Villamaina. Plastoggettografia. Monumento.

- La Terra di Mezzo. Villamaina. Plastoggettografia. Monumento.Comune di Villamaina (La Terra di Mezzo, plastoggettografia, bronzo).
- Comune di Cairano (Felicita Laetitia, bassorilievo, plastoggettografia in patinata verderame)
- Liceo Publio Virgilio Marone, Avellino (La sedia dell’accoglienza – plastoggettografie)
- Ospedale G. Moscati, Avellino (L’angelo custode della Salute – pittoscultura)

## Installazioni ed opere presso istituzioni
- Provincia di Catanzaro (olioggettografia).
- Provincia di Avellino ("I giochi della memoria", tempera antica).
- Museo del Duomo di Avellino (installazione "Solo la carta per dormire", 2000 – 2006).
- Museo Provinciale Irpino di Avellino(installazione "La dea Mefite racconta la storia, 2000 – 2004).
- Comune di Vicenza.
- Comune di Abbiategrasso (MI).

## Giovanni Spiniello nei musei
- Galleria d'arte moderna "M. Moretti" di Civitanova Marche, con una cartoggettografie multicolorate[7].